# Bauhinia pichinchensis
Bauhinia pichinchensis là một loài rau đậu thuộc họ Fabaceae. Cây mọc cao tới 10 m.
Loài này chỉ có ở Ecuador.
Môi trường sống tự nhiên của chúng là rừng ẩm vùng đất thấp nhiệt đới hoặc cận nhiệt đới và vùng núi ẩm nhiệt đới hoặc cận nhiệt đới.